# Fathulla Jameel
Fathulla Jameel (5 de setembro de 1942 - 1 de março de 2012) foi o Ministro das Relações Exteriores de Maldivas.
Jameel foi o representante permanente das Maldivas para a Organização das Nações Unidas de 14 de abril de 1977 a 1978. Tornou-se Ministro dos Negócios Estrangeiros em 14 de março, 1978 e, sob o presidente Maumoon Abdul Gayoom, ocupou esse cargo durante 27 anos. Em 14 de julho de 2005, ele renunciou ao cargo de ministro das Relações Exteriores e foi nomeado como assessor especial do presidente. Em 30 de abril de 2008, ele foi empossado no cargo de ministro sênior, um relativamente novo cargo criado pelo atual presidente Gayoom. 
Fathuhulla Jameel morreu no Hospital Geral de Singapura de uma doença cardíaca.